# Babymetal Death Match Tour 2013 -May Revolution-
Babymetal Death Match Tour 2013 -May Revolution- (BABYMETAL DEATH MATCH TOUR 2013 -五月革命-, BABYMETAL DEATH MATCH TOUR 2013 -Gogatsu Kakumei-), estilizado como BABYMETAL DEATH MATCH TOUR 2013 -May Revolution-, é a primeira turnê regional realizada pelo grupo japonês de kawaii metal Babymetal, iniciada em 10 de maio de 2013 e finalizada em 18 de maio de 2013. A parte instrumental da turnê foi totalmente tocada pela Kami-Band (antes conhecida como Full Metal Band), banda de suporte de Babymetal desde outubro de 2012. A turnê também foi conhecida como Shugyo Tour (Turnê de Treinamento; pelo fato do grupo estar tocando pela primeira vez concertos completos com a Kami-Band, e também pelo fato de que em cada concerto houve um tema de treinamento).

## Visão geral
Foram realizados 4 concertos para a turnê. Cada concerto contou com um tema de treinamento: Wall of Death, Dogeza Hedoban, Moshusshu e Kitsune Sign respectivamente.
O grupo utilizou todos os seus trajes nos concertos. No último concerto, o grupo usou os trajes de "Megitsune" que, até então, ainda não havia sido lançado.

## Datas
| Data               | Concerto     | Cidade           | Local                | Tema           |
| ------------------ | ------------ | ---------------- | -------------------- | -------------- |
| 10 de maio de 2013 | Battle-1     | Osaka            | Osaka Big Cat        | Wall of Death  |
| 17 de maio de 2013 | Battle-2     | Tóquio           | Zepp DiverCity Tokyo | Dogeza Hedoban |
| 18 de maio de 2013 | Battle-3     | Tóquio (à tarde) | Zepp DiverCity Tokyo | Moshusshu      |
| 18 de maio de 2013 | Final Battle | Tóquio (à noite) | Zepp DiverCity Tokyo | Kitsune Sign   |

## Repertório
1. "Doki Doki Morning"
2. "Catch me if you can"
3. "Iine!"
4. "Onedari Daisakusen"
5. "Akatsuki"
6. "Ijime, Dame, Zettai"
7. "Head Bangya!!"
8. "Uki Uki Midnight"

1. "Babymetal Death"
2. "Iine!"
3. "Onedari Daisakusen"
4. "Akatsuki"
5. "Catch me if you can"
6. "Head Bangya!!"
7. "Uki Uki Midnight"
8. "Ijime, Dame, Zettai"

1. "Ijime, Dame, Zettai"
2. "Kimi to Anime ga Mitai~Answer for Animation With You"
3. "Onedari Daisakusen"
4. "Akatsuki"
5. "Uki Uki Midnight"
6. "Iine!"
7. "Doki Doki Morning"
8. "Head Bangya!!"

1. "Babymetal Death"
2. "Iine!"
3. "Kimi to Anime ga Mitai~Answer for Animation With You"
4. "Onedari Daisakusen"
5. "Akatsuki"
6. "Doki Doki Morning"
7. "Catch me if you can"
8. "Head Bangya!!"
-Encore-
9. "Ijime, Dame, Zettai"

## Pessoal

### Babymetal
- Su-metal - Vocal e Dança
- Yuimetal - Screams e Dança
- Moametal - Screams e Dança

### Kami-Band
- Takayoshi Ohmura - Guitarra
- Leda Cygnus - Guitarra
- BOH - Baixo
- Hideki Aoyama - Bateria
- Mori Mizuho - Violino